# Hemidiaptomus tarnogradskii
Hemidiaptomus tarnogradskii is een eenoogkreeftjessoort uit de familie van de Diaptomidae. De wetenschappelijke naam van de soort is voor het eerst geldig gepubliceerd in 1926 door Rylov.